# Garita

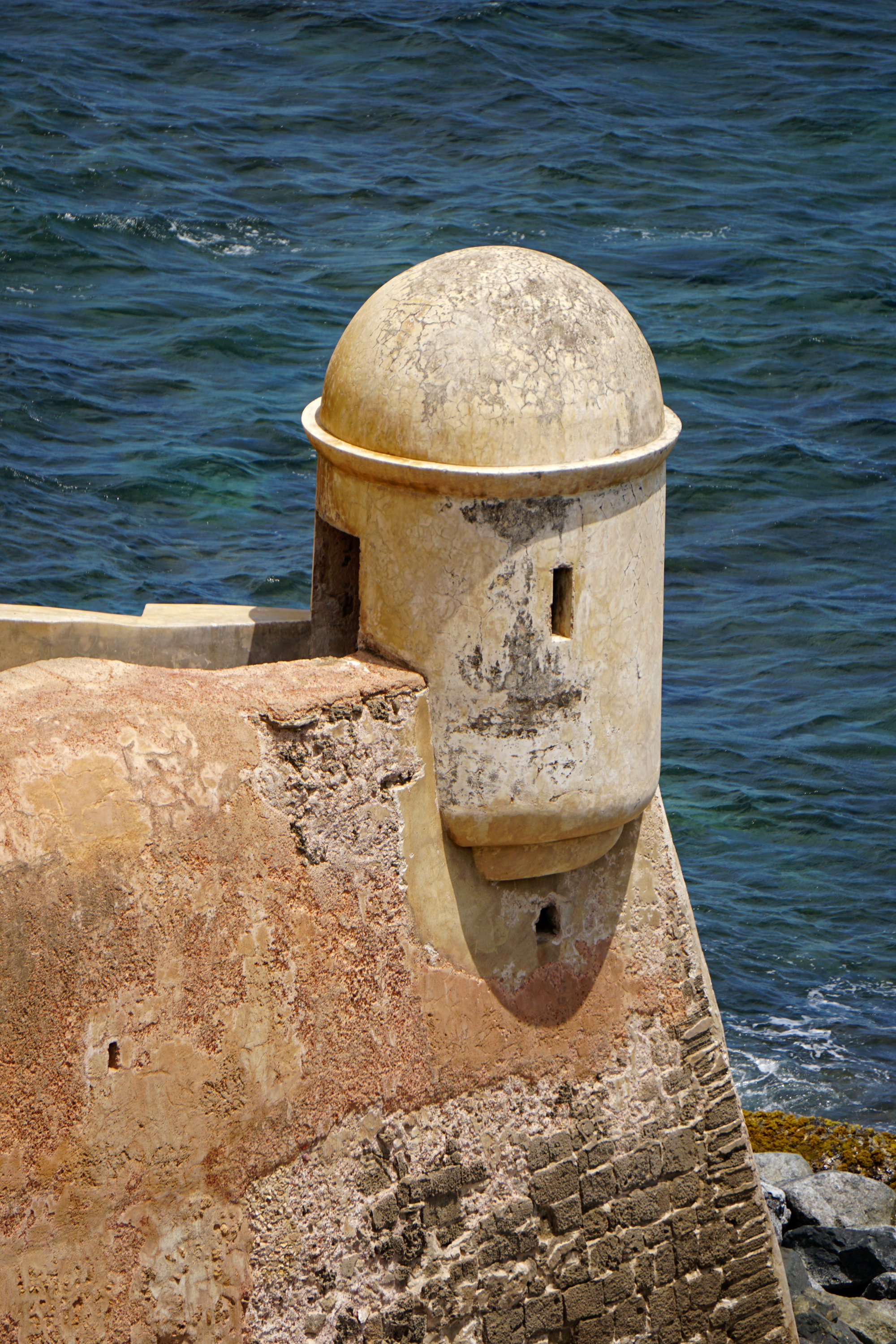
Garita del diablo, Puerto Rico

Una garita és un espai cilíndric o quadricular petit que podem trobar principalment en castells o fortificacions. Sovint presenten voladissos, lladroneres i espitlleres per tal de permetre una visió completa de l'entorn (fins a 270 graus).

## Etimologia
"Garita" prové del francès antic garite, (actual guérite), i significa "refugi". Deriva del verb se garir (actual guérir) "refugiar-se", originari del germànic warjan, "protegir, prohibir".

## Característiques
Les garites es caracteritzen principalment per estar construïdes de forma contigua a un mur, a diferència de les torres que es construïen directament des del terra.
Trobem el seu origen en les torres de guaita de fusta de l'edat mitjana creades en temps de guerra. No podem conèixer la forma exacta d'aquestes garites primitives, ja que no en queda cap testimoni anterior al segle xii. A partir de llavors se n'han pogut recuperar algunes de forma quadrada o cilíndrica situades a les cantonades dels angles de defensa principal de les fortificacions, ja que durant aquest segle es van començar a construir amb diverses tècniques de maçoneria.
Actualment encara se'n poden trobar tant d'obertes com de cobertes, acabades en punta per crear un angle de vigilància pel sentinella, o fins i tot amb xemeneia. La majoria se situen al costat de portes, cantonades de grans estructures, o sobre calabossos i torres de guaita. La més modernes ja no tenien una funció defensiva, sinó que eren només un punt de guaita.